# Berteric
Berteric, auch Berterik, (vor 1151) war ein Benediktinermönch und Abt des Klosters Rott. 
Er erscheint urkundlich in den Jahren 1142 und 1144 und starb vielleicht am 21. Januar, vor dem Jahre 1151.